# Giada De Laurentiis
Giada Pamela De Laurentiis (Roma, 22 de agosto de 1970) es una chef, escritora, personalidad y conductora de televisión italo-estadounidense. Es la conductora actual de los programas Everyday Italian, Behind the Bash, Giada's Weekend Getaways, Giada in Paradise, y Giada at Home.  transmitidos por el canal de televisión Food Network. También aparece eventualmente como contribuidora, invitada coconductora en  NBC's Today. De Laurentiis es la fundadora de la empresa de cáterin GDL Foods.

## Biografía
Giada Pamela De Benedetti nació en Roma, Italia. Sus padres se casaron pocos meses antes de su nacimiento, en febrero de 1970.
Es la hija mayor de la actriz Verónica De Laurentiis y el actor-productor Alex De Benedetti. Es nieta del productor de cine Dino De Laurentiis y la actriz Silvana Mangano; sus hermanos son Eloisa, quien es maquilladora, y Dino Alexander quien es editor de cine en Hollywood. Además es sobrina segunda de Aurelio De Laurentiis, productor de cine y presidente del SSC Napoli.
Tras el divorcio de sus padres, la familia se mudó a California en los Estados Unidos, donde los hijos adoptaron el apellido de su madre. Veronica de Laurentiis volvió a casarse, esta vez con el productor Ivan Kavalsky.
En 2003, Giada De Laurentiis se casó con el diseñador Todd Thompson, quien trabaja para Anthropologie. El 29 de marzo de 2008 nació su hija Jade Marie De Laurentiis Thompson.

## Carrera
De Laurentiis estudió en Le Cordon Bleu en París, Francia, con aspiraciones de convertirse en chef de repostería. Tras su regreso a los Estados Unidos, se convirtió en chef profesional, trabajando para varios restaurantes de Los Ángeles, notablemente en el restaurante Spago, propiedad de Wolfgang Puck.
Después trabajó como estilista de platillos, y en 2002, tras un trabajo publicado en la revista Food and Wine Magazine fue contactada por Food Network. Desde 2003, su programa de televisión Everyday Italian ha sido transmitido por Food Network.
En octubre de 2006, De Laurentiis comenzó a conducir el programa Behind the Bash, en el cual se analiza la preparación de los platillos servidos en grandes eventos como los Grammy Awards.

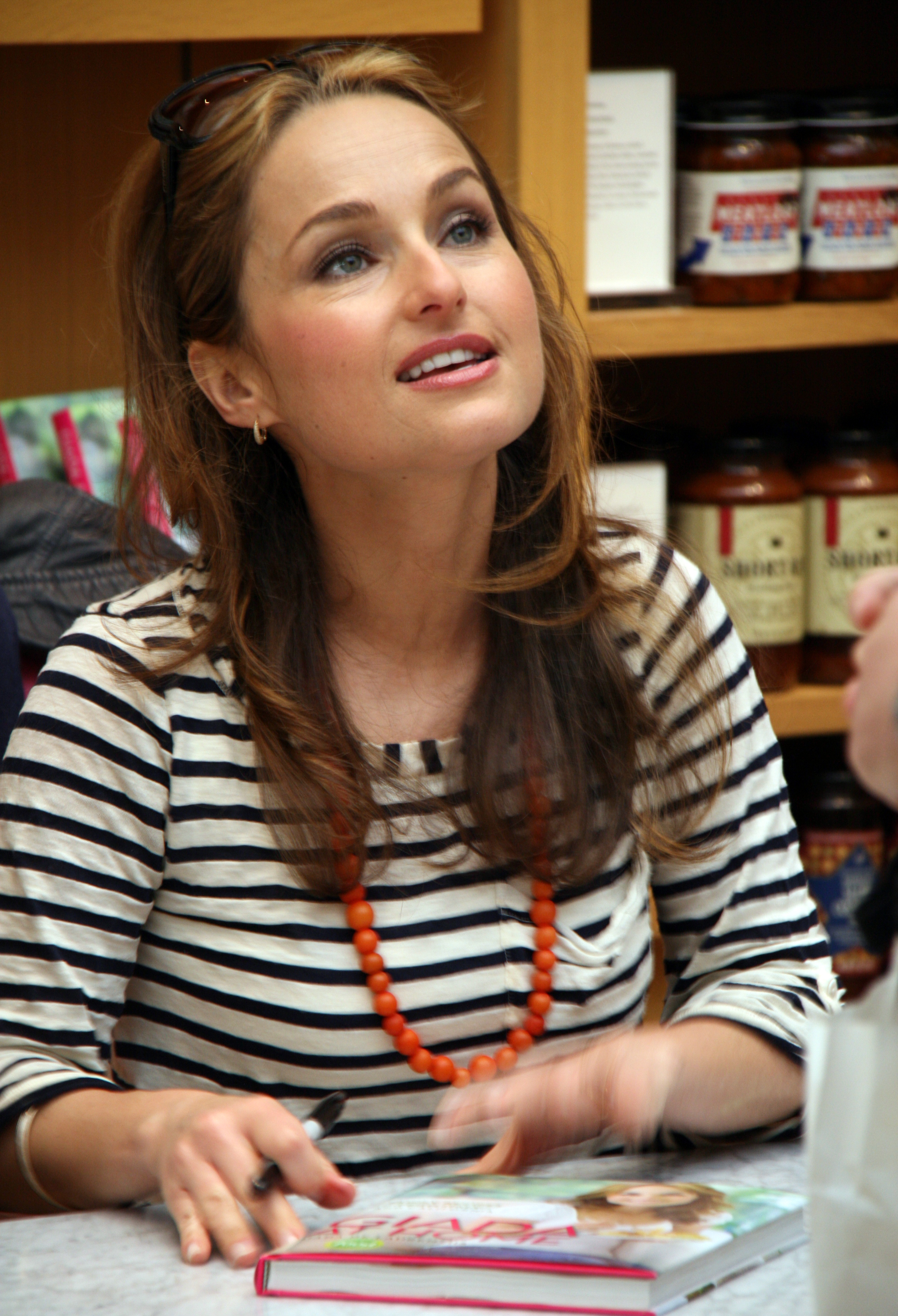
Giada de Laurentiis.

En enero de 2007 debuta el tercer programa conducido por De Laurentiis, Giada's Weekend Getaways, en el cual viaja a alguna ciudad y presenta los destinos culinarios de interés en la localidad.
En junio del mismo año, fue la conductora de un programa especial doble llamado Giada in Paradise, presentando las localidades de Santorini en Grecia y Capri en Italia.
Un nuevo programa con Giada De Laurentiis ha sido programado para ser transmitido a partir del 18 de octubre de 2008 con el título Giada at Home, que se enfoca a la preparación de alimentos para familia y amigos, y a la planeación de eventos.

## Publicaciones
En 2005, publicó su primer libro de cocina:Everyday Italian: 125 Simple and Delicious Recipes. Su segundo libro:Giada's Family Diners, salió a la venta en abril del 2006. Everyday Pasta, su libro más reciente, salió a la venta en abril de 2007.